# Causerie
Causerie (výslovnost kózrí, z francouzštiny, rozprávka, zábavný rozhovor) je zvláštní druh fejetonu, jedná se o samostatný žurnalistický žánr. Sdělení, které přináší úvahu, pozorování nebo poučení. Charakteristickým znakem je lehká forma, autor se nevyhýbá subjektivnímu tónu, snaží se navodit dojem bezprostředního kontaktu s pomyslným čtenářem, proto text stylizuje do podoby mluvené (J. Neruda, K. Čapek). J. Mistrík jako místo uplatnění causerie uvádí odborné časopisy, kde představuje poučení vyjádřené přístupnou formou, obsahující expresivní, emocionální prvky, jsou pro ni typické personifikace, oslovení, exkurzy a další prostředky, které podporují pochopení sdělení.